# Ahaus
Die Stadt Ahaus (Ausspracheⓘ) liegt im westlichen Münsterland, im Nordwesten von Nordrhein-Westfalen und ist eine mittlere kreisangehörige Stadt des Kreises Borken im Regierungsbezirk Münster.

## Geographie

### Geographische Lage
Die westmünsterländische Stadt an der Ahauser Aa grenzt im Nordwesten des Stadtgebietes an die Grenze zu den Niederlanden. Die maximale Nord-Süd-Ausdehnung des Stadtgebiets beträgt 18 Kilometer, die maximale West-Ost-Ausdehnung 14 Kilometer. Die höchste Erhebung liegt bei 70 Meter über NHN, der tiefste Punkt bei 36 Meter über NHN.

### Stadtgliederung
Das Stadtgebiet wird in folgende Ortschaften eingeteilt (Einwohnerzahlen Stand 31. Dezember 2021):

Stadtteile der Stadt Ahaus

| Ortschaft          | Einwohner |
| ------------------ | --------- |
| Ahaus (mit Ammeln) | 18.567    |
| Alstätte           | 5.102     |
| Graes              | 1.755     |
| Ottenstein         | 4.049     |
| Wessum             | 4.849     |
| Wüllen             | 5.746     |
| Insgesamt          | 40.068    |

### Nachbargemeinden
Ahaus grenzt im Nordosten an die Stadt Gronau, im Osten an die Gemeinden Heek und Legden, im Süden an die Stadt Stadtlohn und im Westen an die Stadt Vreden. Alle Kommunen gehören zum Kreis Borken. Im Nordwesten grenzt Ahaus an die niederländische Gemeinde Haaksbergen und die niederländische Großstadt Enschede, die beide zur Provinz Overijssel gehören.
| Stadt Enschede (Overijssel/Niederlande)       | Stadt Gronau (Kreis Borken)    | Gemeinde Heek (Kreis Borken)   |
| Gemeinde Haaksbergen (Overijssel/Niederlande) |                                | Gemeinde Legden (Kreis Borken) |
| Stadt Vreden (Kreis Borken)                   | Stadt Stadtlohn (Kreis Borken) |                                |

### Flächennutzung
Rund 80 % der Stadtfläche bestehen aus Wald- und Landwirtschaftsflächen. Die Gebäude- und Freiflächen nehmen einen Anteil von rund 10 % ein. Die gesamte weitere Flächennutzung kann der folgenden Tabelle entnommen werden:
| Flächennutzung im Jahre 2013          | Fläche in Hektar | Anteil in % |
| ------------------------------------- | ---------------- | ----------- |
| Gebäude- und Freiflächen              | 1543             | 10,20       |
| Verkehrsflächen                       | 868              | 5,74        |
| Betriebsflächen                       | 82               | 0,54        |
| Waldflächen                           | 2094             | 13,85       |
| Landwirtschaftsflächen                | 10.050           | 66,45       |
| Wasserflächen                         | 282              | 1,86        |
| Erholungsflächen und Friedhofsflächen | 174              | 1,15        |
| Flächen anderer Nutzung               | 31               | 0,20        |
| Gesamtfläche                          | 15.124           |             |

## Geschichte

### Mittelalter
Die erste schriftliche Erwähnung des Adelssitzes Haus an der Aa datiert um 1030. Um 1120 ließ Bernhard von Diepenheim etwa dort, wo heute das Schloss Ahaus steht, die Burg Ahaus errichten. 1154 nannte sich sein Sohn Lifhard erstmals mit dem Namen von Ahaus. Die Herren von Ahaus gehörten zu den kleineren Edelherrengeschlechtern in Westfalen im weiteren Umfeld der Münsteraner Bischöfe. Mit diesen gerieten sie 1176 in Streit, als der Edelherr Johann von Ahaus seine Burg dem Kölner Erzbischof zu Lehen gab. 1177 musste sich Johann allerdings dem Fürstbischof Hermann II. von Münster unterwerfen. Die den Edelherren von Ahaus gehörenden Burgen Ahaus und Diepenheim wurden zerstört. Trotzdem blieben die Edelherren zunächst im Besitz ihrer Herrschaft.
1389 verliehen die Edelherren von Ahaus der Burgsiedlung ein Akziseprivileg. Zwei Jahre später erhielt Ahaus die Stadtrechte. 1406 kaufte der Fürstbischof von Münster Otto IV. von Hoya die Herrschaft Ahaus und gliederte sie in das Hochstift Münster ein. Sie wurde durch das Hochstift Münster zusammen mit 24 Kirchspielen, die sich über große Teile des Westmünsterlandes erstreckten, zum Amt Ahaus zusammengefasst. Es hatte bis zu seiner Auflösung durch den Reichsdeputationshauptschluss im Jahre 1803 Bestand.

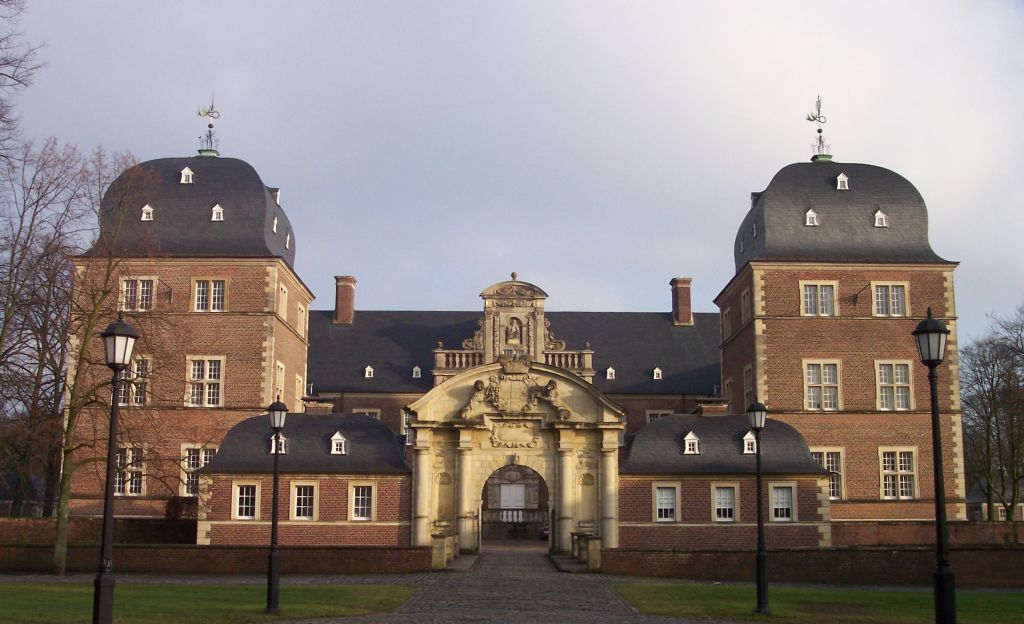
Schloss Ahaus

### Frühe Neuzeit
Am 4. Oktober 1650 besuchte Fürstbischof Christoph Bernhard von Galen die Stadt und die Amtsverwaltung Ahaus. Auf seine Veranlassung wurde 1653 die erste deutsche Fayence-Manufaktur in Ahaus gegründet, aber bereits 1657 wieder geschlossen. 1688 kam es auf Veranlassung des Fürstbischofs Friedrich Christian von Plettenberg zum Abriss der alten Burg. Der Neubau in Form eines barocken Wasserschlosses erfolgte nach den Plänen des Ambrosius von Oelde und wurde 1690 fertiggestellt. Die Gesamtanlage mit dem dazugehörigen Gartenareal wurde aber erst 1718 abgeschlossen. Von 1763 bis 1767 datierte die erste Modernisierung des Schlosses unter der Leitung von Johann Conrad Schlaun. Im Zuge der Modernisierung entstanden der gartenseitige Mittelrisalit und die Gartentreppe.

### 19. Jahrhundert
1803 fielen Herrschaft und Schloss Ahaus durch den Reichsdeputationshauptschluss an die Fürsten zu Salm-Salm und Salm-Kyrburg (Fürstentum Salm). Nach kurzzeitiger Zugehörigkeit zu Frankreich (1810 bis 1813; in dieser Zeit hatte Frankreich das Fürstentum Salm annektiert) kam die Stadt 1815 unter preußische Herrschaft.
1819 errichtete Hermann Oldenkott im Schloss Ahaus eine Tabakfabrik. Im Jahr 1829 erwarb das Unternehmen das Barockschloss vom Fürsten Salm-Kyrburg. Es diente bis 1929 als Produktionsstätte und bis zur völligen Zerstörung im Zweiten Weltkrieg der Familie Oldenkott als Wohnstätte. 1949 wurde es durch Kreis und Stadt Ahaus wiederaufgebaut.
Der Stadtbrand vom 13. Oktober 1863 zerstörte die Stadt fast völlig.
Im Jahre 1881 erfolgte die Gründung einer Zündwarenfabrik. Zwei Jahre später wurde die Westfälische Jutespinnerei und -weberei gegründet, in Ahaus allgemein „die Jute“ genannt. Im Jahre 1886 errichtete die Jutefabrik ihre Arbeitersiedlung, die Kolonie und das heutige Stadtgebiet Oldenburg. Es entstand in einem Teil der damaligen Bauerschaft Ammeln. Der Name Oldenburg führt auf die alte Flurbezeichnung die Ollenburg zurück.

### 20. und 21. Jahrhundert
Im Zweiten Weltkrieg wurde Ahaus von zahlreichen Bomberangriffen getroffen. Am Karsamstag 1945 (31. März) nahmen Truppen der British Army nach anhaltendem Artilleriebeschuss Ahaus ein. Noch am selben Tag wurde im Finanzamt das 906 Detachment Military Government als Militärregierung für Stadt und Kreis Ahaus eingerichtet.
Im Jahr 1980 eröffnete im Zentrum von Ahaus der „Treffpunkt Ahaus“. Dieser beherbergte eine Eissporthalle, die vom Eishockeyverein ESC Ahaus als Trainings- und Spielstätte genutzt wurde. In den folgenden Jahren wurde die 1. Mannschaft des Vereins aufgrund ihrer Leistungen überregional bekannt und spielte u. a. in der Eishockey-NRW-Liga, in der Eishockey-Regionalliga West sowie in der Eishockey-Oberliga Nord. 1991 löste sich der ESC Ahaus auf, nachdem der Betrieb der Eissporthalle in Ahaus aus finanziellen Gründen eingestellt werden musste.

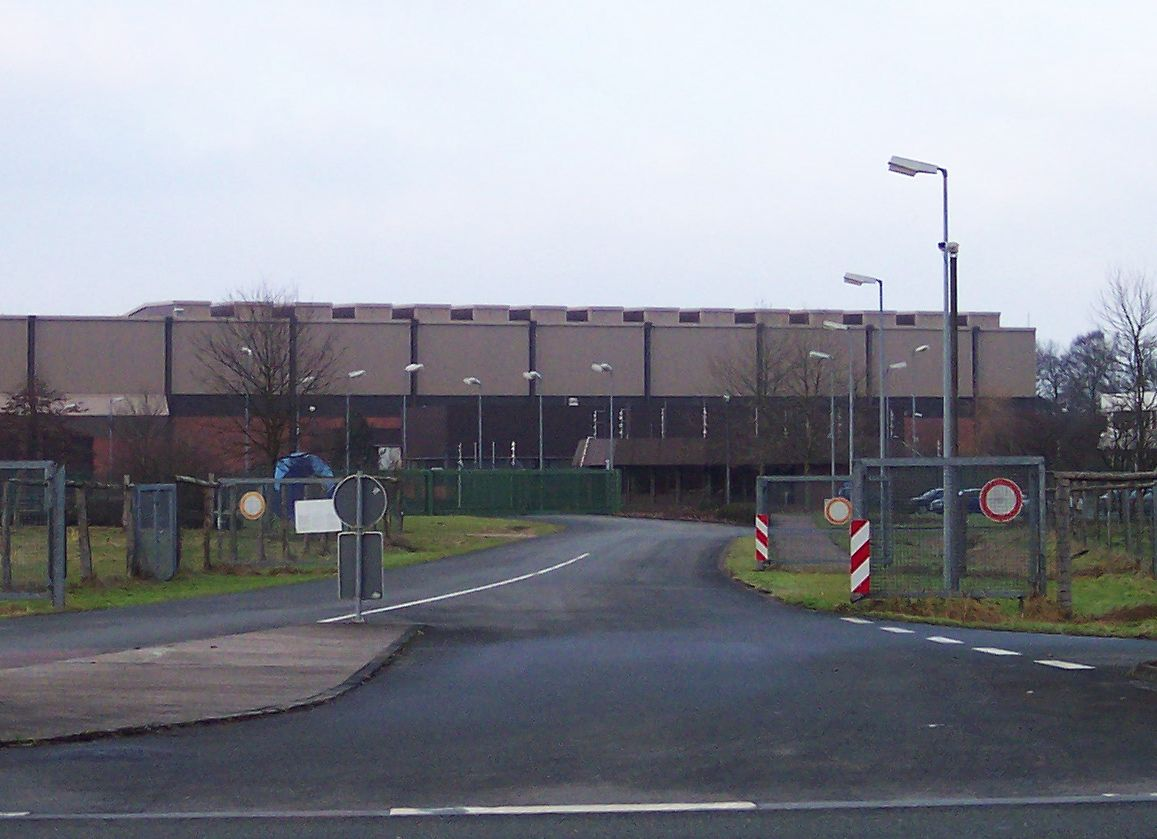
Zwischenlager Ahaus

Überregionale Bekanntheit erlangte die Stadt Ahaus durch den Widerstand der Bürgerinitiative Kein Atommüll in Ahaus e. V. (BI Ahaus) und vieler anderer Gruppierungen gegen den Bau und Betrieb des umstrittenen Zwischenlagers Ahaus und der damit verbundenen Atommülltransporte.
1999 planten Investoren, in Ahaus ein 800-Megawatt-Gas-und-Dampf-Kombikraftwerk zu errichteten. Nachdem sich ein Investor 2002 zurückgezogen hatte, wurden die Pläne für den Kraftwerksblock aufgegeben.

### Eingemeindungen
Im Zuge der kommunalen Neugliederung in NRW wurden das Amt Wüllen (bestehend aus den Gemeinden Wüllen und Ammeln) am 1. Juli 1969 aufgelöst und Wüllen und Ammeln in die Stadt Ahaus eingegliedert.
Am 1. Januar 1975 wurden dann, ausgelöst durch das Münster/Hamm-Gesetz, die Gemeinden Alstätte, Ottenstein und Wessum (Gemeinden des Amtes Wessum) eingegliedert. Die Stadt verlor den Kreissitz an Borken.

### Einwohnerentwicklung
Die folgende Tabelle zeigt die Entwicklung der Einwohnerzahlen in Ahaus seit 1939: Stand ab 1996 jeweils zum 31. Dezember eines Jahres
| Jahr | Einwohner |
| ---- | --------- |
| 1939 | 16.624    |
| 1950 | 19.637    |
| 1961 | 21.879    |
| 1970 | 25.822    |
| 1987 | 29.850    |

| Jahr | Einwohner |
| ---- | --------- |
| 1996 | 35.510    |
| 2000 | 37.279    |
| 2005 | 38.402    |
| 2010 | 38.952    |
| 2011 | 38.443    |

| Jahr | Einwohner |
| ---- | --------- |
| 2013 | 38.753    |
| 2016 | 39.314    |
| 2017 | 39.185    |
| 2018 | 39.222    |
| 2022 | 40.245    |

Einwohnerentwicklung von Ahaus von 1939 bis 2017

Der Rückgang der Einwohnerzahlen im Jahr 2011 liegt an der Neufestlegung der Einwohnerzahl von Ahaus aufgrund der EU-weiten Volkszählung Zensus2011, einem Verfahren, bei dem ermittelt wurde, wie viele Menschen in einer Stadt oder Gemeinde leben. Zensusstichtag war der 9. Mai 2011.

## Religion

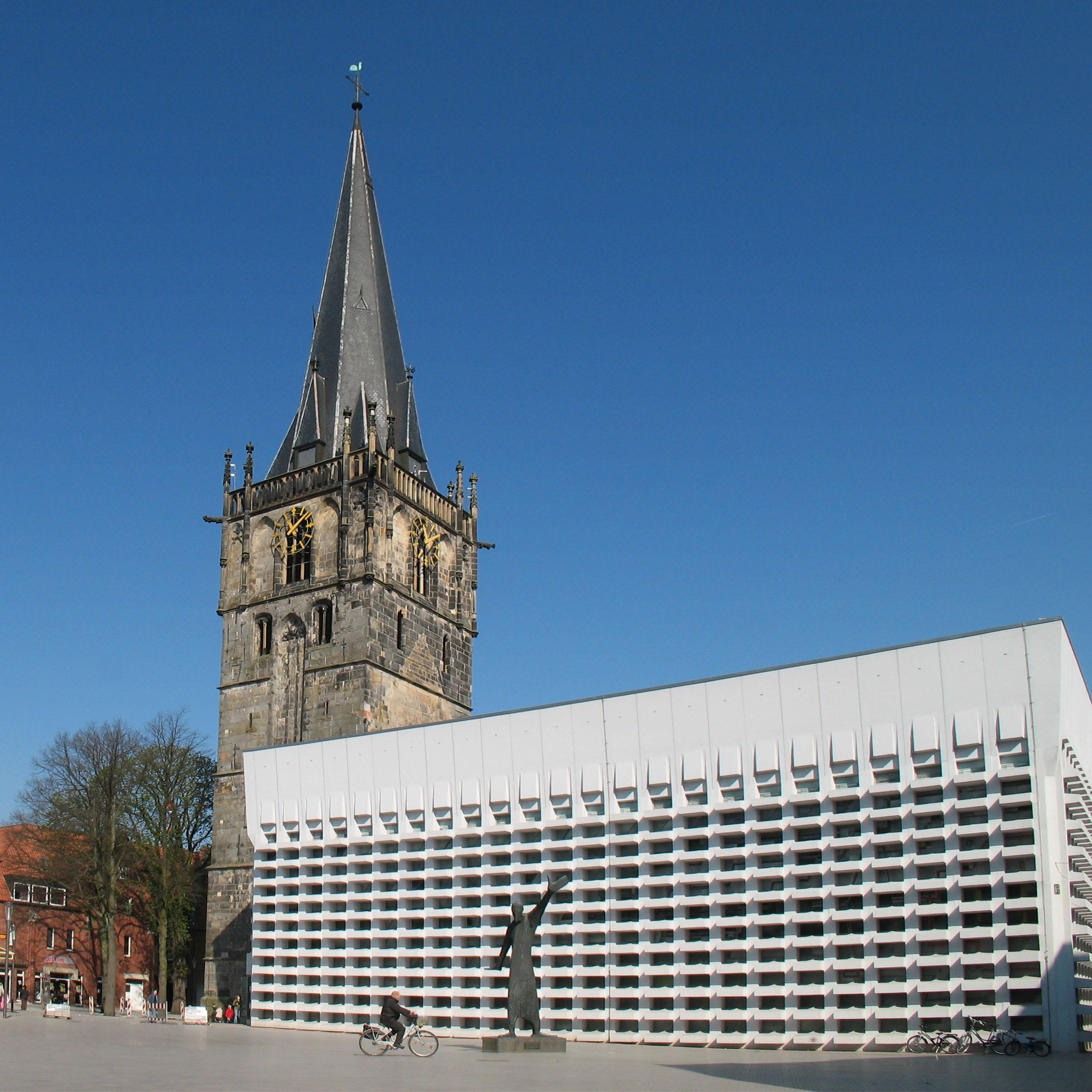
St. Mariä Himmelfahrt
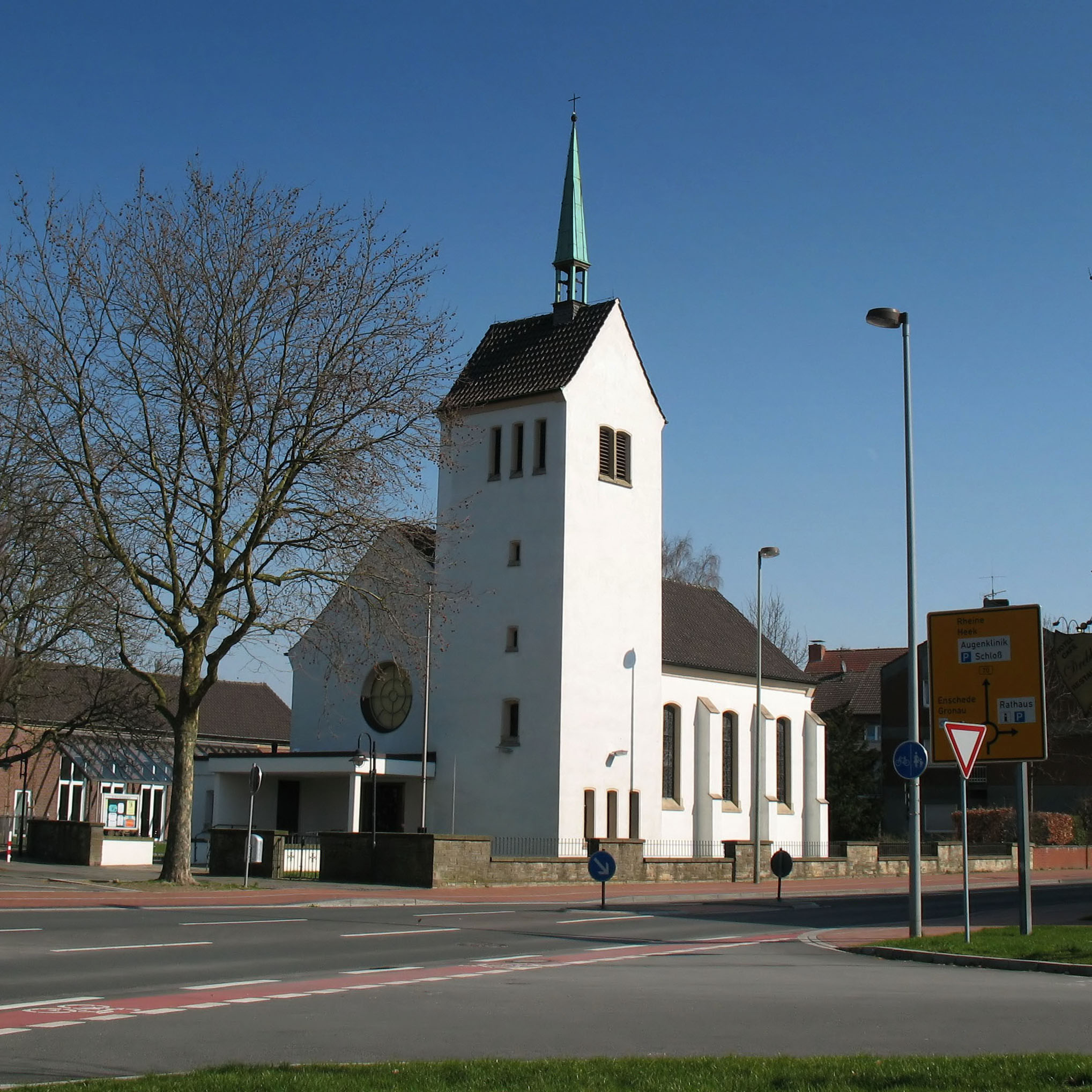
Christuskirche

Die katholische Kirche St. Mariä Himmelfahrt mit dem hohen Glockenturm ist das beherrschende Gebäude auf dem Marktplatz in Ahaus, welcher in der Innenstadt liegt. Bereits in der Frühzeit der Ahauser Geschichte stand an dieser Stelle eine Kirche. Im Jahre 1965 wurde das alte Kirchenschiff bis auf den spätgotischen Turm abgerissen und an seiner Stelle die neue Kirche nach einem Entwurf des Architekten Erwin Schiffer, Köln, errichtet. Beherrscht wird die Ansicht des Kirchenbaus durch rasterartige Betonelemente mit bunter Verglasung (Entwurf Georg Meistermann). Robert Gernhardt schrieb über den Neubau das Gedicht St. Horten in Ahaus, das sich auf eine oberflächliche Ähnlichkeit der Architektur der Kirche mit den Rasterfassaden der zeitgenössischen Neubauten des Warenhaus-Unternehmens Horten AG bezieht.
Die Christuskirche an der Wüllener Straße wurde nach einem Entwurf des Berliner Architekten August Orth erbaut und am 17. September 1879 als erste evangelische Kirche in Ahaus eingeweiht. Im März 1945 wurde der Kirchenbau durch Kriegseinwirkungen stark beschädigt, nach dem Wiederaufbau dann 1954 weitgehend umgestaltet. Unter anderem wurde der Glockenturm erneuert und in den Westgiebel des Kirchenschiffs ein neues Rundfenster eingebaut.

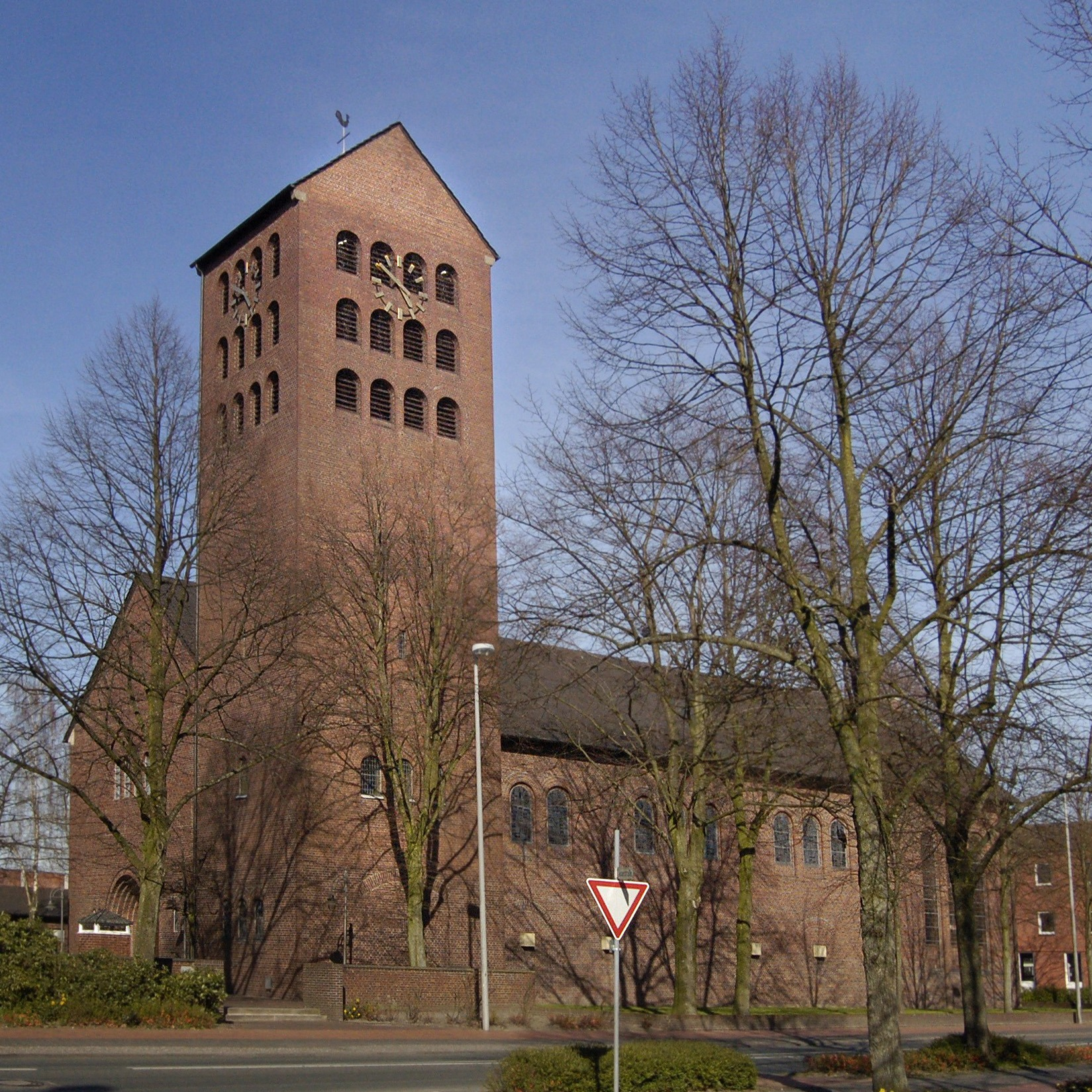
St. Josef
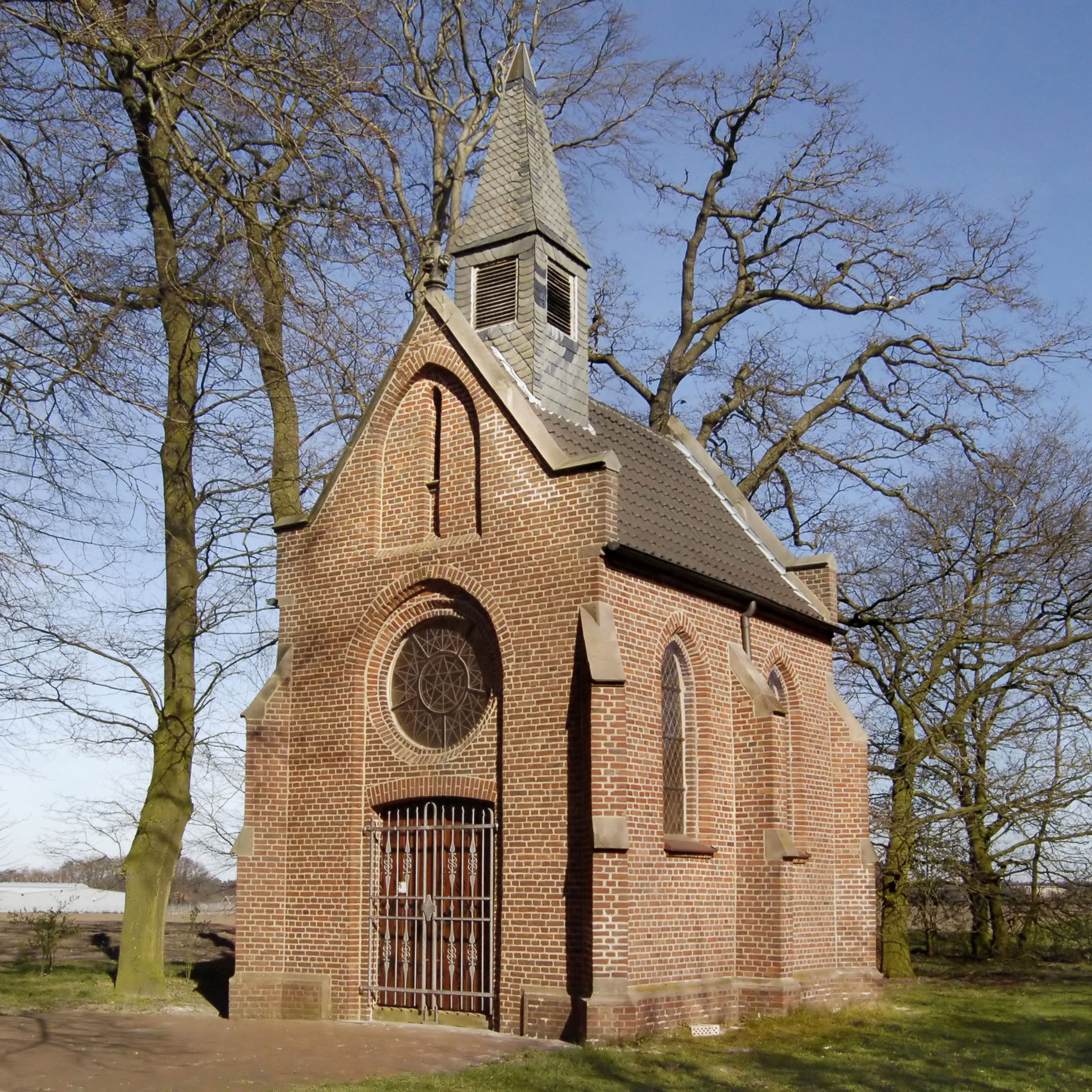
Ammelner Kapelle

Die katholische Kirche St. Josef wurde 1952 als einschiffiger Ziegelbau mit geradem Chorabschluss errichtet. Im Innern befindet sich der alte Kreuzweg aus Sandstein, der ursprünglich zur alten, abgerissenen Kirche St. Mariä Himmelfahrt gehörte.
Am östlichen Rand des bebauten Areals der Stadt liegt die Ammelner Kapelle. Das kleine Gotteshaus wurde im neugotischen Stil 1881 neu aufgebaut, nachdem es bald nach der Ersterrichtung 1733 niedergebrannt war.
1808 lebten in Ahaus sieben jüdische Familien. Bis 1903 stieg die Zahl der jüdischen Bürger auf 103. 1869 baute die jüdische Gemeinde ihre Synagoge. Sie wurde bei den Novemberpogromen 1938 niedergebrannt, die Ruine wurde abgerissen. Zu den letzten sichtbaren Zeugnissen der jüdischen Gemeinde gehört der erhaltene jüdische Friedhof.

## Politik

### Stadtrat

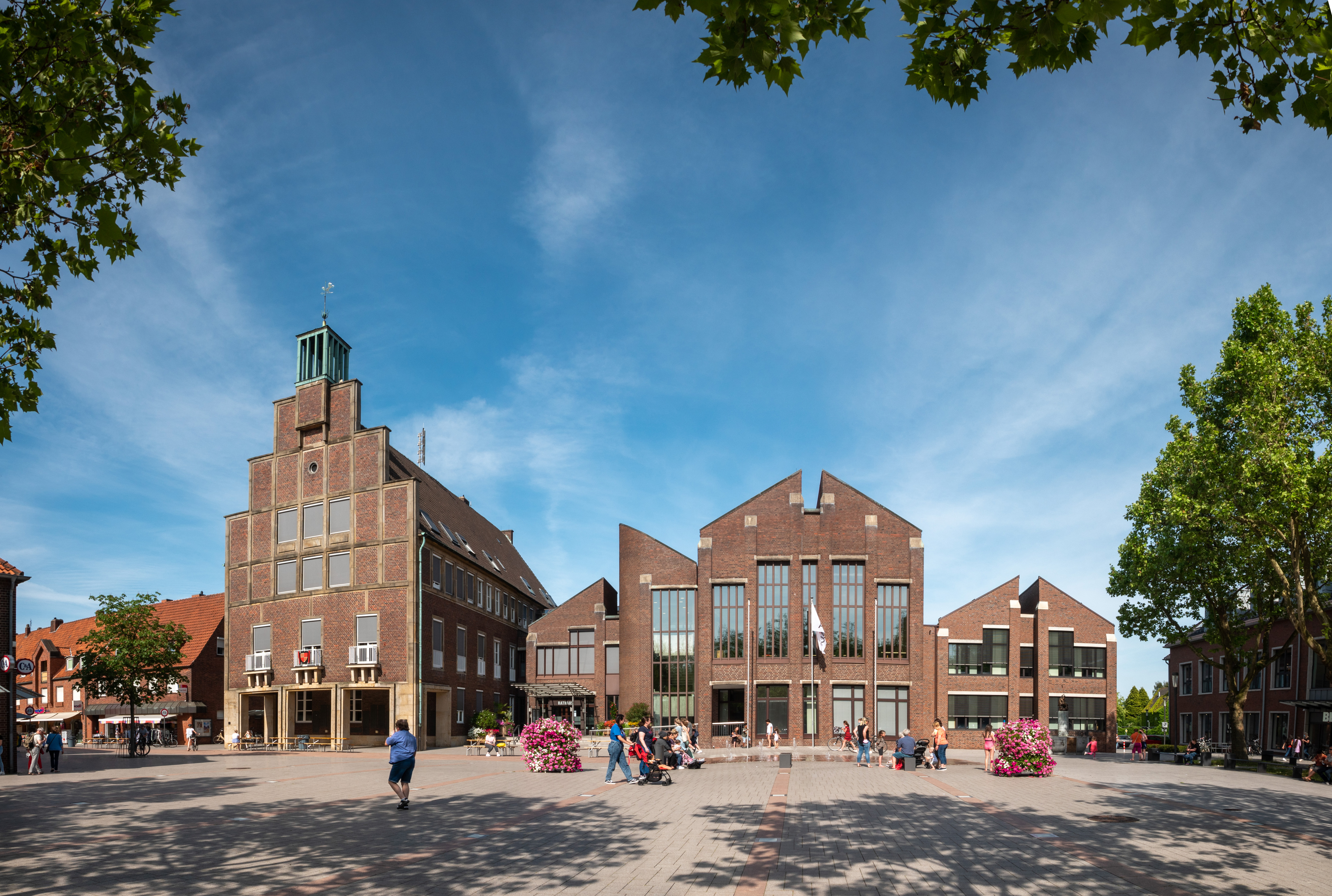
Rathaus mit Georgsbrunnen

Der Rat der Stadt Ahaus hat 42 gewählte Mitglieder. Die festgelegte Anzahl für eine Stadt mit einer Einwohnerzahl zwischen 30.001 und 50.000 Einwohnern beträgt normalerweise 44 Ratsmitglieder. Auf Beschluss des Stadtrates wurde diese Zahl um zwei Ratsmitglieder auf 42 reduziert. Die Ratsmitglieder werden durch eine Kommunalwahl für jeweils fünf Jahre gewählt. Davon wird die Hälfte der Ratsmitglieder in Wahlbezirken, die andere Hälfte nach Listen gewählt. Die aktuelle Amtszeit begann im Juni 2014 und endet aufgrund von Übergangsregelungen am 31. Oktober 2020.
Stimmberechtigt im Rat der Stadt ist außerdem die hauptamtliche Bürgermeisterin und Vorsitzende des Rates Karola Voß (Parteilos).
Die letzten Kommunalwahlen in Ahaus ergaben die folgenden Ergebnisse:
| Stadtrat von Ahaus: Wähleranteil und Sitze der Parteien, direkt gewählter Bürgermeister      | Stadtrat von Ahaus: Wähleranteil und Sitze der Parteien, direkt gewählter Bürgermeister | Stadtrat von Ahaus: Wähleranteil und Sitze der Parteien, direkt gewählter Bürgermeister | Stadtrat von Ahaus: Wähleranteil und Sitze der Parteien, direkt gewählter Bürgermeister | Stadtrat von Ahaus: Wähleranteil und Sitze der Parteien, direkt gewählter Bürgermeister | Stadtrat von Ahaus: Wähleranteil und Sitze der Parteien, direkt gewählter Bürgermeister | Stadtrat von Ahaus: Wähleranteil und Sitze der Parteien, direkt gewählter Bürgermeister | Stadtrat von Ahaus: Wähleranteil und Sitze der Parteien, direkt gewählter Bürgermeister | Stadtrat von Ahaus: Wähleranteil und Sitze der Parteien, direkt gewählter Bürgermeister | Stadtrat von Ahaus: Wähleranteil und Sitze der Parteien, direkt gewählter Bürgermeister | Stadtrat von Ahaus: Wähleranteil und Sitze der Parteien, direkt gewählter Bürgermeister | Stadtrat von Ahaus: Wähleranteil und Sitze der Parteien, direkt gewählter Bürgermeister | Stadtrat von Ahaus: Wähleranteil und Sitze der Parteien, direkt gewählter Bürgermeister | Stadtrat von Ahaus: Wähleranteil und Sitze der Parteien, direkt gewählter Bürgermeister | Stadtrat von Ahaus: Wähleranteil und Sitze der Parteien, direkt gewählter Bürgermeister | Stadtrat von Ahaus: Wähleranteil und Sitze der Parteien, direkt gewählter Bürgermeister | Stadtrat von Ahaus: Wähleranteil und Sitze der Parteien, direkt gewählter Bürgermeister | Stadtrat von Ahaus: Wähleranteil und Sitze der Parteien, direkt gewählter Bürgermeister | Stadtrat von Ahaus: Wähleranteil und Sitze der Parteien, direkt gewählter Bürgermeister | Stadtrat von Ahaus: Wähleranteil und Sitze der Parteien, direkt gewählter Bürgermeister |
| -------------------------------------------------------------------------------------------- | --------------------------------------------------------------------------------------- | --------------------------------------------------------------------------------------- | --------------------------------------------------------------------------------------- | --------------------------------------------------------------------------------------- | --------------------------------------------------------------------------------------- | --------------------------------------------------------------------------------------- | --------------------------------------------------------------------------------------- | --------------------------------------------------------------------------------------- | --------------------------------------------------------------------------------------- | --------------------------------------------------------------------------------------- | --------------------------------------------------------------------------------------- | --------------------------------------------------------------------------------------- | --------------------------------------------------------------------------------------- | --------------------------------------------------------------------------------------- | --------------------------------------------------------------------------------------- | --------------------------------------------------------------------------------------- | --------------------------------------------------------------------------------------- | --------------------------------------------------------------------------------------- | --------------------------------------------------------------------------------------- |
| Wahl                                                                                         |                                                                                         |                                                                                         |                                                                                         |                                                                                         |                                                                                         |                                                                                         |                                                                                         |                                                                                         | WGW                                                                                     | WGW                                                                                     |                                                                                         |                                                                                         |                                                                                         |                                                                                         | WLA                                                                                     | WLA                                                                                     | Total                                                                                   | Bürgermeister                                                                           | Partei                                                                                  |
| XII.: 1994                                                                                   | 51,1 %                                                                                  | 22                                                                                      | 26,3 %                                                                                  | 11                                                                                      |                                                                                         | 8                                                                                       | 1,9 %                                                                                   | 0                                                                                       |                                                                                         |                                                                                         |                                                                                         | –                                                                                       |                                                                                         | –                                                                                       |                                                                                         |                                                                                         | 41                                                                                      |                                                                                         |                                                                                         |
| XIII.: 1999                                                                                  | 58,5 %                                                                                  | 25                                                                                      | 18,9 %                                                                                  | 8                                                                                       |                                                                                         | 8                                                                                       | 1,2 %                                                                                   | 0                                                                                       |                                                                                         |                                                                                         | 2,0 %                                                                                   | 1                                                                                       |                                                                                         | –                                                                                       |                                                                                         |                                                                                         | 42                                                                                      | Dirk Korte                                                                              | CDU                                                                                     |
| XIV.: 2004                                                                                   | 55,8 %                                                                                  | 23                                                                                      | 15,8 %                                                                                  | 7                                                                                       | 15,2 %                                                                                  | 6                                                                                       | 5,0 %                                                                                   | 2                                                                                       | 4,5 %                                                                                   | 2                                                                                       | 3,7 %                                                                                   | 2                                                                                       |                                                                                         | –                                                                                       |                                                                                         |                                                                                         | 42                                                                                      | Felix Büter                                                                             | CDU                                                                                     |
| XV.: 2009                                                                                    | 49,7 %                                                                                  | 21                                                                                      | 15,6 %                                                                                  | 7                                                                                       | 15,2 %                                                                                  | 6                                                                                       | 8,0 %                                                                                   | 3                                                                                       | 4,8 %                                                                                   | 2                                                                                       | 4,6 %                                                                                   | 2                                                                                       | 2,0 %                                                                                   | 1                                                                                       |                                                                                         |                                                                                         | 42                                                                                      | Felix Büter                                                                             | CDU                                                                                     |
| XVI.: 2014                                                                                   | 47,2 %                                                                                  | 20                                                                                      | 20,7 %                                                                                  | 9                                                                                       | 17,3 %                                                                                  | 7                                                                                       | 3,7 %                                                                                   | 2                                                                                       | 5,2 %                                                                                   | 2                                                                                       | 6,0 %                                                                                   | 2                                                                                       |                                                                                         | –                                                                                       |                                                                                         |                                                                                         | 42                                                                                      | Felix Büter                                                                             | CDU                                                                                     |
| XVII.: 2020                                                                                  | 45,8 %                                                                                  | 20                                                                                      | 12,2 %                                                                                  | 5                                                                                       | 16,9 %                                                                                  | 7                                                                                       | 3,9 %                                                                                   | 2                                                                                       | 4,9 %                                                                                   | 2                                                                                       | 12,6 %                                                                                  | 5                                                                                       | 0,6 %                                                                                   | –                                                                                       | 2,2 %                                                                                   | 1                                                                                       | 42                                                                                      | Karola Voß                                                                              | parteilos                                                                               |
| Quellen: Die Landeswahlleiterin, it.nrw.de, e.a. – Stärkste Fraktion farblich hervorgehoben. |                                                                                         |                                                                                         |                                                                                         |                                                                                         |                                                                                         |                                                                                         |                                                                                         |                                                                                         |                                                                                         |                                                                                         |                                                                                         |                                                                                         |                                                                                         |                                                                                         |                                                                                         |                                                                                         |                                                                                         |                                                                                         |                                                                                         |

- SPD: 5
- Grüne: 5
- UWG: 7
- WGW: 2
- WLA: 1
- FDP: 2
- CDU: 20

|}

### Bürgermeister
Die hauptamtliche Bürgermeisterin ist die oberste Repräsentantin der Stadt Ahaus, Vorsitzende des Rates und Chefin der Verwaltung.
Chronik der Bürgermeister seit der kommunalen Neugliederung 1975:
ehrenamtliche Bürgermeister:
- Josef Ikemann, CDU, 1964–1989
- Leopold Bußmann, CDU, 1989–1998

hauptamtliche Bürgermeister
- Dirk Korte, CDU, 1998–2004
- Felix Büter, CDU, 2004–2015
- Karola Voß, parteilos, bei der Bürgermeisterwahl am 27. September 2015 wurde sie in einer Stichwahl mit 67,55 % der Stimmen gewählt. Ihr Gegenkandidat Christoph Almering erhielt 32,4 %. Die Wahlbeteiligung lag bei 53,1 %.[24] Sie trat ihr Amt zum 21. Oktober 2015 an.

### Wappen und Banner
Die Stadt führt mit Genehmigung durch den Regierungspräsidenten von Münster vom 14. April 1978 ein Wappen, eine Flagge und ein Dienstsiegel.

Wappen
Banner
Banner ohne Wappen
Wappen der ehem. Gemeinde Alstätte
Wappen des Dorfes Graes
Wappen der ehem. Gemeinde Ottenstein
Wappen der ehem. Gemeinde Wessum
Wappen der ehem. Gemeinde Wüllen

#### Wappen
Blasonierung: „Das Wappen der Stadt Ahaus ist quadriert von Gold (Gelb) und Rot, die Felder 1 und 4 mit je drei roten durchgehenden Balken belegt“
Bei dem Wappenbild und bei den Wappenfarben handelt es sich um Anleihen bei den einstigen Landesherren, den Edelherren von Ahaus, deren Burg Ahaus die Stadt Ahaus ihre Entstehung verdankt. Es basiert auf einem Siegel aus dem 14. Jahrhundert.

#### Banner
Beschreibung des Banners: „Das Banner ist von Rot und Gelb im Verhältnis 1 : 1 längsgestreift; im weißen Bannerhaupt das Wappen, darunter der Schriftzug „STADT AHAUS“. Das Banner wird auch ohne Wappen gezeigt; rot-gelb gespalten.“

### Städtepartnerschaften
Seit 1988 besteht eine Partnerschaft zur benachbarten niederländischen Gemeinde Haaksbergen. Im Jahr 2013 wurde ganzjährig und mit zahlreichen Veranstaltungen das 25-jährige Bestehen dieser sehr intensiven Städtepartnerschaft begangen. Eine Freundschaft zwischen dem Ortsteil Wüllen und der französischen Gemeinde Argentré-du-Plessis (Ille-et-Vilaine, Bretagne) begann 1972 und wurde 1976 zur offiziellen Partnerschaft. Seit 1999 gibt es auch partnerschaftliche Beziehungen zwischen dem Ortsteil Graes und Umhausen in Tirol (Österreich). Freundschaftliche Kontakte gibt es weiterhin zu den Städten Domodedowo in Russland, Vilkaviškis in Litauen und Buldan in der Türkei.

## Kultur und Sehenswürdigkeiten

### Museen
Seit 2002 beherbergt das Torhaus des Schlosses Ahaus das Torhaus- und Schulmuseum Ahaus. In diesem Schulmuseum werden Schulutensilien aus dem 19. und 20. Jahrhundert gezeigt.

### Euregio-Kunstroute
Ahaus ist eine Station der 1991 gegründeten Euregio-Kunstroute, die auf rund 60 Radkilometer grenzüberschreitend durch die Region und die niederländischen Orte Diepenheim und Haaksbergen sowie die deutschen Orte Ahaus und Schöppingen führt. In Ahaus sind folgende Kunstwerke zu sehen:

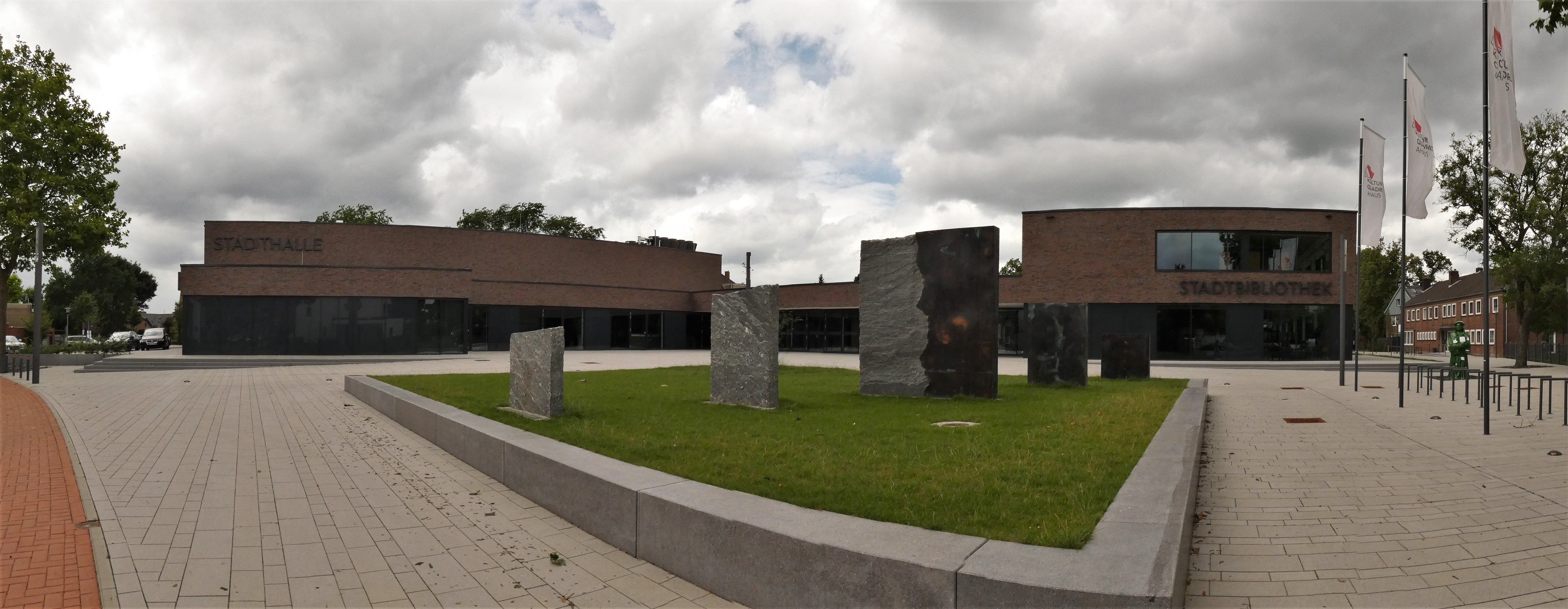
„Annäherung“ von Piotr Sonnewend

- „Annäherung“ von Piotr Sonnewend „Annäherung“ von Piotr Sonnewend: Auf einer Rasenfläche zwischen Stadthalle und evangelischer Kirche ist diese fünfteilige Skulptur mit einer Gesamtlänge von 13 Metern aufgestellt. Granit und Kupfer sind die kontrastreichen Materialien, von denen sich je zwei der hohen Mittelskulptur nähern. Die Skulptur ist eine symbolische Darstellung der sich von beiden Seiten einer Grenze nähernden Menschen.[31]
- „Brunnen (Fontein)“ von Bonifatius Stirnberg: Im Gegensatz zu den meist abstrakten Kunstwerken der Kunstroute bleibt die Gestaltung durch den Aachener Künstler in figürlich, gegenständlichen Darstellungen verhaftet. Bäuerin, Holzschuhmacher und andere Handwerksberufe, aber auch das Ahauser Wasserfräulein reizen mit ihren beweglichen Gliedmaßen besonders Kinder, mit den dargestellten Figuren Kontakt aufzunehmen.[31]

### Sehenswürdigkeiten

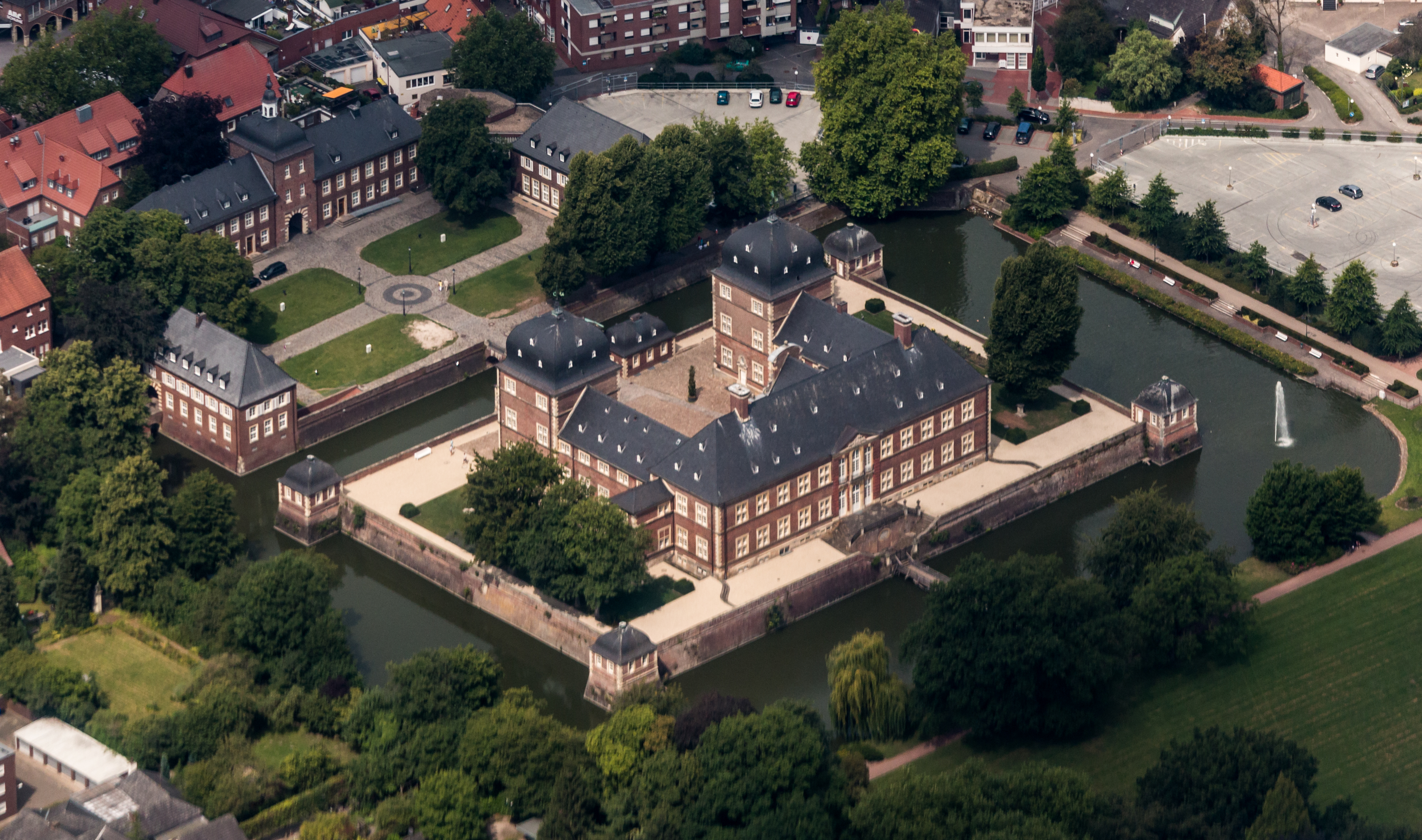
Schloss Ahaus, 2014

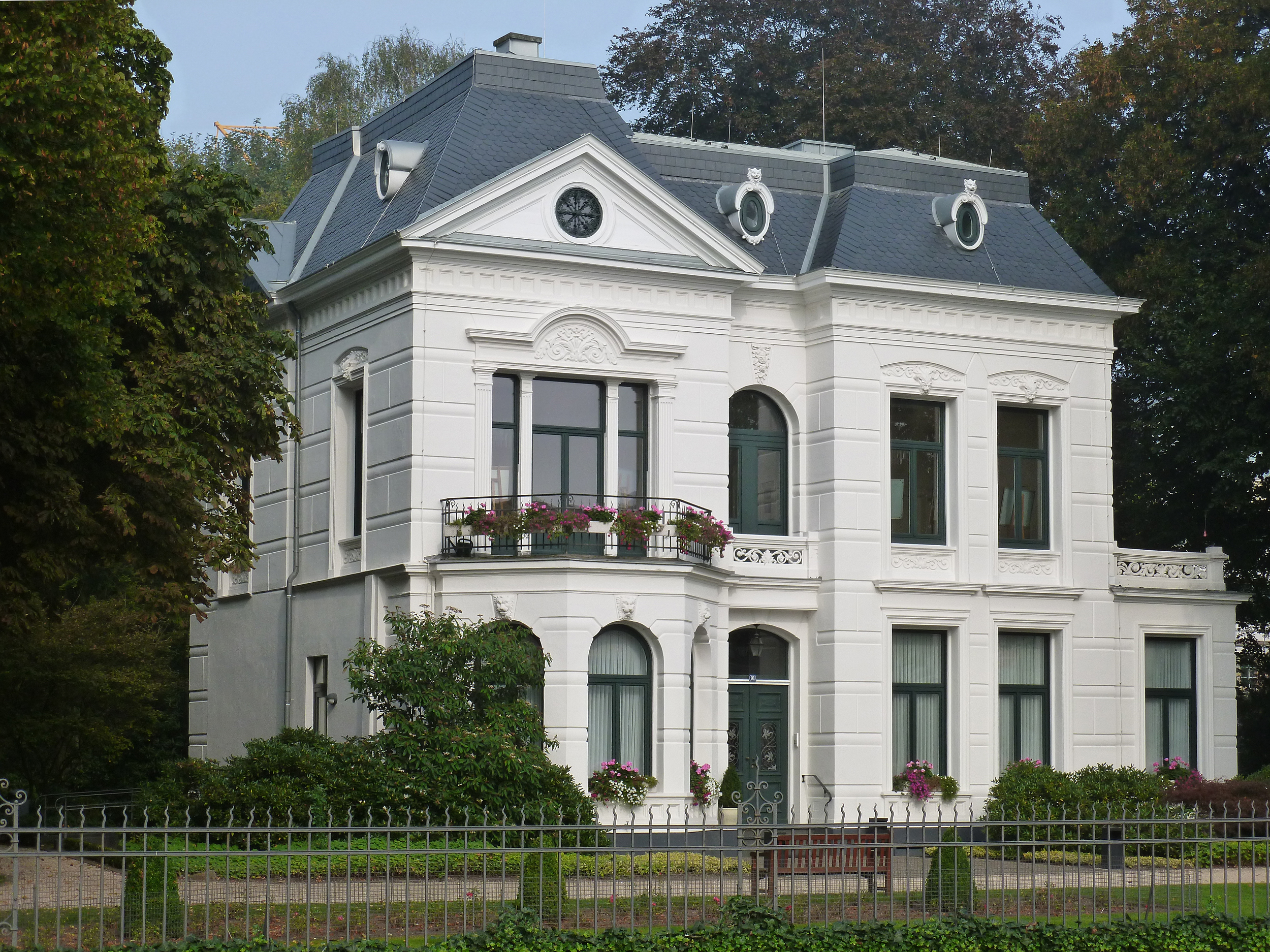
Villa van Delden

Das Barock-Wasserschloss Ahaus liegt direkt in der Innenstadt von Ahaus. Das ehemalige Residenzschloss der Fürstbischöfe von Münster wurde 1690 als Jagdschloss auf Initiative des Fürstbischofs Friedrich Christian von Plettenberg nach den Plänen von Ambrosius von Oelde an Stelle einer alten Burg errichtet. Erst 1718 waren die Bauarbeiten für das Schloss und den umliegenden Schlosspark abgeschlossen. Während des Zweiten Weltkrieges wurde das Schloss durch einen Bombenangriff im März 1945 zerstört. Nach dem Krieg erwarb der Kreis Ahaus die Ruine und baute das Schloss wieder auf. Heute ist im Schloss die Technische Akademie Ahaus sowie das Torhaus- und Schulmuseum untergebracht.
Die Villa van Delden in der Bahnhofstraße ist ein denkmalgeschütztes Bürgerhaus aus dem 19. Jahrhundert. Der Erbauer Jan van Delden war Besitzer der Jute-Spinnerei und Weberei van Delden und ließ die klassizistische weiß verputzte zweigeschossige Villa in den Jahren von 1890 bis 1892 errichten. Seit 1989 ist die Villa im Besitz der Stadt Ahaus. Sie dient heute als Begegnungsstätte und Veranstaltungsort für Kunstausstellungen.
Direkt an der St.-Mariä-Himmelfahrtskirche im Stadtzentrum von Ahaus befindet sich die 30 Meter lange Brunnenskulptur „Quellen – Fließen – Versickern – Trinken“ von Kalkmann Kontakt-Kunst, die im Rahmen einer Kontakt-Kunst Aktion 2006 vor Ort durch die beiden Bildhauer Hans-Werner Kalkmann und Jens Kalkmann erstellt wurde. Fünf schwarze Sienit-Stelen spenden aus Quelltöpfen Wasser, das auf unterschiedlich lange Flächen aus rotem Granit abläuft. Die dem Marktplatz zugewandte Stele spendet dem durstigen Radwanderer und allen anderen bei Betätigung eines Sensorknopfes erfrischendes Trinkwasser. Bei Dunkelheit werden die Stelen über ein Glasfaserlichtleitsystem beleuchtet.

### Naturschutzgebiete
Auf dem Stadtgebiet sind elf Naturschutzgebiete mit einer Fläche von rund 1355 Hektar ausgewiesen. Davon befindet sich vier Gebiete nur zum Teil auf dem Stadtgebiet von Ahaus. Eine gemeindescharfe Abgrenzung der Flächen ist daher nicht möglich.

### Vereine
Zu den bedeutendsten Vereinen zählt der über 400 Jahre alte Bürger- und Junggesellenschützenverein e. V. 1584/1606, die Städtische Kapelle Ahaus 1883 e. V., der Spielmannszug Ahaus 1896 e. V. sowie der 100 Jahre alte Schützenverein Feldmark 05. Ahaus ist Sitz des Kunstvereins ArtHAUS e. V., der 1998 von kunstinteressierten Bürgern gegründet wurde und seitdem Ausstellungen zeitgenössischer Kunst realisiert. Seit 1991 gibt es den Verein Musikerinitiative Ahaus e. V. zur Förderung von Jugend und Kultur, mit reichhaltigem kulturellen Angebot und Räumlichkeiten zur Entfaltung von Jungmusikern.

### Regelmäßige Veranstaltungen
Zu den seit 1952 stattfindenden Schlosskonzerten Ahaus, veranstaltet vom Kreis Borken und der Stadt Ahaus, finden über das Jahr verteilt Konzerte, vornehmlich Kammermusik, im Fürstensaal des Schlosses statt.
Weitere regelmäßige Veranstaltungen sind:
- April: Industrietage Ahaus
- Mai: Stadtfest Ahaus
- August: Traditioneller Graeser Markt am Hefflers Kotten
- August: Grünewald Livehaftig – Das Ahauser Kneipenfestival
- September: Ahauser Kirmes
- Dezember: Alstätter Adventsmarkt rund um die Kirche in Alstätte, StattAlm ausgerichtet von der Firma Tobit.Software

## Sport

### VfL Ahaus
Der VfL Ahaus 1892 e. V. vereint unter seinem Dach folgende Sportarten: Basketball, Handball, Lauftreff, Leichtathletik, Radsport, Schwimmen, Tanzen, Tennis, Tischtennis, Turnen und Volleyball. Natürlich wird auch das Sportabzeichen abgenommen und es gibt die Möglichkeit Kraftsport zu betreiben. Außerdem finden laufend weitere Sportkurse im Bereich „Fitness & Gesundheit“ für Mitglieder und Nichtmitglieder statt.

### Fußball
Der Fußballsport erfreut sich im Münsterland einer großen Beliebtheit, so auch in Ahaus. In jedem der sechs Ortsteile gibt es zumindest einen Fußballverein, in Ahaus-Stadt sogar drei. Der höchstklassigste Verein der Herren ist der SV Eintracht Ahaus, dessen erste Herrenmannschaft zurzeit in der siebtklassigen Fußball-Landesliga Staffel 4 im Fußball- und Leichtathletik-Verband Westfalen spielt.
Bei den weiteren Vereinen handelt es sich um:
- 1. FC Oldenburg Ahaus
- TSV Ahaus (Türkischer Sportverein)
- VfB Alstätte
- Sportfreunde Graes
- FC Ottenstein
- SV Union Wessum
- TuS Wüllen

Der SV Union Wessum stellt hierbei das höchstklassigste Frauenteam, das in der Landesliga Staffel 3 spielt.

### Inline-Skaterhockey
1996 wurde unter dem Namen „Ahauser Skate Verein“ ein Inline-Skaterhockey-Verein gegründet, der Mitglied beim Inline-Skaterhockey Deutschland (ISHD) ist. Seit 2008 tritt der Verein nur noch unter dem Namen Ahauser Maidy Dogs nach außen hin auf. Den Maidy Dogs steht seit ihrer Gründung eine Spielfläche auf einem Freizeitgelände in Ahaus-Unterortwick zur Verfügung. 2002 wurde die nicht überdachte Spielfläche durch eine Halle ersetzt. Im August 2012 wurde die Hockey-Halle durch Brandstiftung schwer beschädigt, der Ligen-Betrieb konnte jedoch aufrechterhalten werden.

### DLRG Ahaus
Die DLRG-Ortsgruppe Ahaus ist mit über 2300 Mitgliedern einer der größten Sportvereine im Stadtgebiet und die größte DLRG-Gliederung in Deutschland.

### Golf
1988 begann in Ahaus die Ära des Golfsports mit der Freigabe einer Driving Range mit vier Übungslöchern. Die Golfanlage im Ortsteil Alstätte wurde durch mehrere Ausbauten auf 27 Loch erweitert. Die Anlage wird vom Golf- und Landclub e. V. Ahaus genutzt.

### Sonstige Vereine und Sportmöglichkeiten
In Ahaus und den Ortsteilen wird außerdem noch in mehreren Tennis-, Kampfsport-, Pferdesport- und diversen anderen Vereinen Sport betrieben.
Die Stadt Ahaus verfügt über zwei Bäder. Im Zuge der Schließung des Hallenbades im Ahauser Ortskern entstand aus dem ehemaligen Wellenfreibad durch Umbau bzw. Erweiterung bis 2009 das „AquAHAUS“, ein Kombibad mit Wellenbecken. Im Ortsteil Alstätte befindet sich außerdem ein Freibad.

## Wirtschaft und Infrastruktur

### Ansässige Unternehmen
Die Stadt hat eine mittelständische Wirtschaftsstruktur mit vielen Branchen. Das Energieversorgungsunternehmen Stadtwerke Ahaus wurde 1915 gegründet. Neben dem Softwareanbieter Tobit Software, dem Türenhersteller Herholz oder der Betreiberin des Zwischenlagers, der BGZ Gesellschaft für Zwischenlagerung, ist es auch Firmenstandort mehrerer mittelständischer Unternehmen. Im Jahr 2014 erhob der Landesbetrieb Information und Technik Nordrhein-Westfalen folgende Daten zur Beschäftigungsstruktur:
- Produzierendes Gewerbe 7271 (41,19 %)
- Sonstige Dienstleistungen 6742 (38,2 %)
- Handel, Gastgewerbe und Verkehr 3484 (19,74 %)
- Land- und Forstwirtschaft, Fischerei 154 (0,87 %)

### Medien
Ahaus gehört zum Verbreitungsgebiet der werktags erscheinenden Zeitungen Westfälische Nachrichten und Münsterland Zeitung. Die Zeitungen Wochenpost verbreitet lokale Nachrichten aus der Region und erscheint im wöchentlichen Rhythmus am Freitag.
Als Stadtmagazin wurden die Ahauser Blickpunkte von der Ahaus Marketing & Touristik GmbH herausgegeben. Das Magazin erschien alle zwei Monate in einer Auflage von rund 15.000 Stück. Die letzte Ausgabe der Ahauser Blickpunkte wurde im Juli 2017 herausgegeben.
Der Ahauser ist ein Online-Nachrichtenportal in Ahaus.

### Bildung
In Ahaus befinden sich folgende Bildungseinrichtungen:
- acht Grundschulen (davon eine Montessori-Schule, Träger: Trägerverein Helene-Helming-Schule, Ahaus)
- eine Realschule
- eine Gesamtschule
- zwei Gymnasien (die Bischöfliche Canisiusschule, Träger: Bischöfliches Generalvikariat, Münster, und das Alexander-Hegius-Gymnasium)
- eine Förderschule
- Berufskolleg Wirtschaft und Verwaltung in Ahaus inklusive Wirtschaftsgymnasium
- Berufskolleg für Technik
- Berufskolleg Lise Meitner mit gymnasialer Oberstufe
- Berufskolleg Canisiusstift mit gymnasialer Oberstufe (Träger: Schwestern der hl. Maria Magdalena Postel)
- Technische Akademie Ahaus

### Verkehr

#### Straßenverkehr
Ahaus ist über die A 31 (Anschlussstelle 32 Legden/Ahaus und Anschlussstelle 33 Ahaus-Nord/Heek) an das Autobahnnetz angeschlossen. Viele Jahrzehnte führten die Bundesstraßen 70 und 474 durch Ahaus, bis zum 1. Januar 2010 deren Verläufe geändert wurden.

#### Fahrradverkehr
Ahaus ist an die Radwanderwege 100-Schlösser-Route und Flamingoroute angeschlossen.

#### Eisenbahnverkehr
Ahaus liegt an der Bahnstrecke Dortmund–Gronau, die von 2004 bis 2011 im Stundentakt durch die Prignitzer Eisenbahn GmbH bedient wurde. Im Dezember 2011 wurde der Verkehr von DB Regio NRW übernommen.
| Linie | Verlauf | Takt                                              |
| ----- | --- | ------------------------------------------------- |
| RB 51 | Westmünsterland-Bahn: Dortmund Hbf – Dortmund-Kirchderne – Dortmund-Derne – Lünen-Preußen – Lünen Hbf – Bork (Westf) – Selm-Beifang – Selm – Lüdinghausen – Dülmen – Lette (Kr Coesfeld) – Coesfeld (Westf) – Rosendahl-Holtwick – Legden – Ahaus – Epe (Westf) – Gronau (Westf) – Glanerbrug – Enschede De Eschmarke – Enschede Stand: Fahrplanwechsel Dezember 2023 | 60 min 20/40 min (Dortmund–Lünen, nicht sonntags) |

Zwischen 1903 und 2007 wurde die Bahnstrecke Ahaus–Enschede Zuid durch die Ahaus-Alstätter Eisenbahn bedient, die bis zuletzt einen Betriebshof in Alstätte unterhielt. Die hauptsächlich für den Gütertransport verwendete Verbindung nach Enschede war seit 1971 unterbrochen.
Von 1902 bis 1988 durchquerte die Bahnstrecke Borken–Burgsteinfurt („Nordbahn“) Ahaus. In Folge der einsetzenden Massenmotorisierung, veränderter verkehrspolitischer Prioritäten und ausgedünnter Fahrpläne wurde der Personenverkehr schließlich am 27. September 1975 und der Güterverkehr im Herbst 1987 eingestellt, gefolgt von der Stilllegung der Strecke und dem sofortigen und vollständigen Abbau der Gleise. Seit Februar 2021 wird über eine Reaktivierung der Bahnstrecke nach Borken zum Zweck eines leistungsfähigeren ÖPNV diskutiert.

#### Busverkehr
Ahaus wird durch eine Stadtbuslinie und durch mehrere Regionalbuslinien der Regionalverkehr Münsterland GmbH, unter anderem nach Münster, sowie durch Regionallinien der Westfalenbus GmbH erschlossen. Für Radfahrer gibt es von Mai bis Oktober den sogenannten Fietsenbus, der mit einem Anhänger die Mitnahme von Fahrrädern ermöglicht.

#### Flugverkehr
Die nächsten Flughäfen befinden sich in Greven (Flughafen Münster/Osnabrück, etwa 60 km) und in Enschede in den Niederlanden (Flughafen Twente, etwa 25 km). Des Weiteren liegt der Flugplatz Stadtlohn-Vreden in der näheren Umgebung (etwa 21 km).

## Persönlichkeiten
In Ahaus geborene Persönlichkeiten sowie weitere für Ahaus bedeutende Personen sind in der Liste von Persönlichkeiten der Stadt Ahaus aufgeführt.